# 豆善富
豆 善富（とう ぜんふ、684年 - 741年）は、鮮卑族系高句麗人の唐の軍人。字は「暉」。

## 人物
豆善富の墓誌が中国河南省洛陽市から出土しており、墓誌は開封市博物館が所蔵している。墓誌によると、豆善富の祖先は、北魏末に高句麗に亡命し、高句麗で高位の政治的地位を有した一族だった。
豆善富の祖先は、平陵（陝西省咸陽市）で暮らしていたが、漢代に雁門太守を務めていた18代祖先の統が戦乱を避けて朔野に逃れ、その地で代々暮らし、北魏代に紇豆陵氏を賜姓された。その後、豆善富の6代祖先である北魏将軍の紇豆陵歩藩が、北斉の高歓に敗れて敗死したことから一族は高句麗に亡命し、「豆」を姓とした。その後、唐の高句麗出兵の際に豆善富の父親の豆卒が兄弟とともに唐に投降し、豆善富一家は唐に移住した。豆卒は唐から優遇されて官僚に採用され、「犁木二州□□諸軍事」と「紫金魚」を授かる。
豆善富は、「岳牧子解□検校□□□軍事」「忠武将軍」「攝右金吾衛郞将」「上柱国」を歴任した。741年、母親の病気を看護する過程で病気となり、洛陽の皇城右衛率府の官舎で死亡する。墓は河南県梓澤郷望山に置いてある。

## 考証
中国系移民の高句麗亡命は、北中国の政治的混乱と関連がある。西晋末期の混乱、東魏と西魏の対立などの軍事的・政治的混乱の際に継続的に高句麗への亡命が発生している。このことは高句麗が北中国の政治・軍事的混乱から自由ではなかったことを示している。
高句麗に亡命した中国系移民の故国での地位は、国王（馮弘）、政府高官（慕容評）、地方官（崔毖、江果）とその属僚（冬寿、宋晃）、豪族（韓詳）、一般の民などほぼすべての階層が包括されている。これらの中国系移民たちは、故国を脱出し、新移住地へと「亡命」した形態を帯びており、自らの権力基盤を失い、高句麗に亡命した豆善富祖先一族もこれに属する。